# 17034 Vasylshev
17034 Vasylshev (1999 FS9) là một tiểu hành tinh vành đai chính.